# Hassan Yazdani
Hassan Yazdani (persisk: حسن یزدانی; født 28. december 1994) er en iransk bryder, der konkurrerer i fristil.
Han repræsenterede Iran ved sommer-OL 2016 i Rio de Janeiro, hvor han vandt guld i 74 kg.
Under sommer-OL 2020 i Tokyo, som blev afholdt i 2021, vandt han sølv.